# Mini-ITX

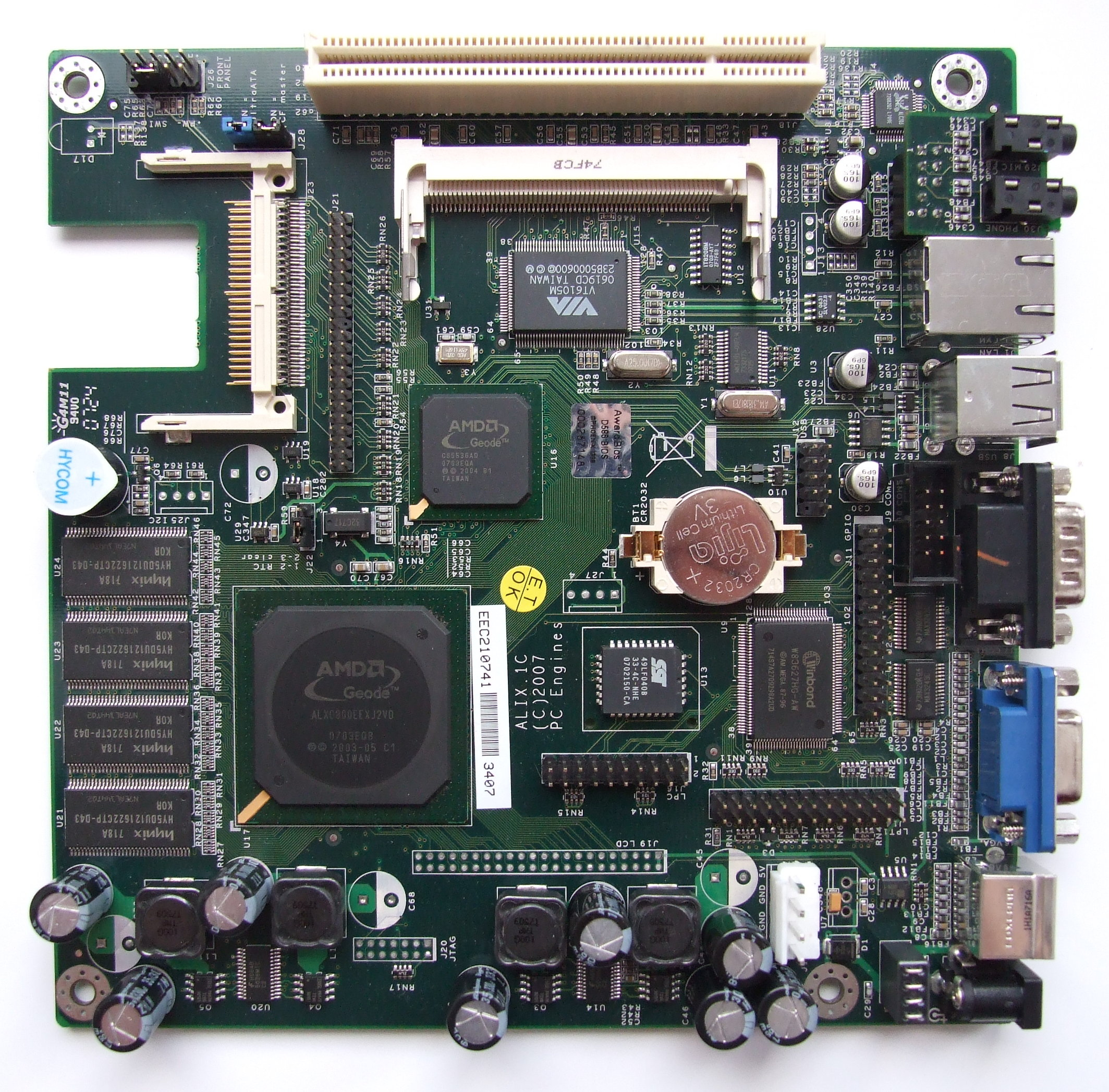
Alix.1C Mini-ITX s procesorem AMD Geode LX 800, CompactFlash, Mini PCI, PCI sloty, 44pinové rozhraní IDE a 256MB RAM.

Mini-ITX je v informatice označení pro základní desku počítače o rozměrech 17×17 cm, která byla vyvinuta firmou VIA Technologies. Mini-ITX je o něco menší než microATX. Mini-ITX desky jsou často pasivně chlazené, což z nich díky nízké spotřebě energie dělá vhodné produkty pro PC systémy domácího kina, kde hluk ventilátoru může rušit. Jsou často používány ve SFF systémech (anglicky small form factor).

## Historie vzniku
Zásluhu na vzniku formátu Mini-ITX má společnost VIA Technologies, která posléze přišla s ještě menšími Nano-ITX a Pico-ITX. Základní desky formátu Mini-ITX mají rozměry 170x170 mm, což dnes stačí na to, aby se na ně vešly plnohodnotné desktopové moduly DIMM, desktopové procesory a dokonce zbude i místo pro moderní slot PCI-Express 16x. Teoreticky lze tedy pomocí Mini-ITX postavit plnohodnotný počítač. V praxi jsou však jistá omezení.
Společnost VIA jako třetí, ale dosud „živý“ výrobce procesorů x86 se již dlouho nesnaží konkurovat společnostem AMD a Intel na poli výkonu. Vydala se naopak cestou vysoké integrace, odolnosti a nízké spotřeby, což jsou kvality hodící se v průmyslovém odvětví, ale uživatele v domácnostech svým výkonem příliš neohromí. Pro běžného uživatele jsou tyto desky však drahé, i když se objevují alternativní řešení, jako například barebone MSI Axis 700 Lite založený na procesoru VIA C7.
Zařízení do domácností přinesla firma Intel a tradiční výrobci základních desek (Asus a MSI) v podobě desktopových verzí netbooků, například malé počítače Eee a Wind zvané nettopy, založené na procesorech Atom.
Firma NVIDIA odhalila slabinu platformy Atom v nízkém výkonu grafického čipu a připravila ION a posléze ION 2, který dokáže přehrávat video ve full HD, a využít malé nettopy jako HTPC, tedy domácí multimediální PC. Nehodí se však jako hlavní domácí či osobní počítač, kde se uplatnily základní desky formátu Mini-ITX, které poskytují tři důležité prvky: socket pro desktopový procesor, slot PCI-Express pro případnou grafickou kartu a sloty DIMM pro paměti, i když zde dnes bohatě stačí i mobilní verze SO-DIMM.
V této oblasti je úspěšná firma ZOTAC, ale své zástupce mají také firmy Intel, Asus či Gigabyte Technology. Cena je přiměřená, neboť formát Mini-ITX už není exkluzivní, a je možné vybrat mezi modely pro sockety AMD AM3, Intel LGA 775, LGA 1156 i LGA 1155. Nabízeny jsou i desky formátu Mini-DTX, jehož výhoda je, že se na něj vejdou dva sloty, ale za cenu větších rozměrů.